# Bukken
Bukken oder Buch van Raa ist eine Insel im Bukkasundet zwischen den Inseln Lerøyna und Bjelkarøyna in der Kommune Øygarden im norwegischen Fylke Vestland. Auf der Insel befindet sich der gleichnamige denkmalgeschützte ehemalige Handelsposten und Gasthof.
Bukken war einer der alten Handelsposten in den Fahrwassern entlang der südnorwegischen Küste. Seine zentrale Lage in der Einfahrt nach Bergen machte ihn zum wichtigsten Handelsposten für Midthordland.

## Geschichte
Schon im 17. Jahrhundert erlangte Bukken Bedeutung als Gasthof auf dem Weg nach Bergen. Schiffe, die von Bergen in Richtung Süden nach Austevoll oder Fitjar reisen wollten, mussten häufig in Bukken anlegen und auf gutes Wetter warten, um den Krossfjord zu überqueren. Anfang des 18. Jahrhunderts gehörte Bukken Niels Pederssøn Smed, dem Bischof von Bergen.
1811 kaufte Bertil Olai Wilhelmseen Bukken. Die Familie Wilhelmseen betrieb den Handelsposten bis ins Jahr 1897. Auf der Nachbarinsel Lerøyna befindet sich noch heute der Familienfriedhof der Familie. 1849 wurde der Gasthof durch einen Landhandel ergänzt, der bis 1901 betrieben wurde. Wenige Jahre später wurde auch der Gasthof geschlossen.
Mit dem Einzug der Dampfschifffahrt änderte sich die Fahrrinne nach Bergen und Bukken verlor nach und nach an Bedeutung. Heute ist das Anwesen in Privatbesitz und wird als Feriendomizil genutzt. Mehrere Filme, darunter „Hud“ von Vibeke Løkkeberg, der 1987 in der Sektion Un Certain Regard in Cannes präsentiert wurde, wurden auf der Insel eingespielt.

## Bebauung
Auf der Insel befinden sich heute vier Gebäude: ein neueres Bootshaus im Westen der Insel, sowie das denkmalgeschützte Ensemble aus Haupthaus, Lagerhaus und Gasthaus samt Kai im Osten.
Das Hauptgebäude im Empirestil und einem Louis-seize-Portal ist typisch für Bürgerhäuser in Bergen um 1800. Auch das Lagerhaus mit dem offenen Laubengang und die Schankstube sind typisch für ihre Zeit. „Folkestuen“ (die „Volksstube“), die von der Landbevölkerung und den Ruderern genutzt wurde, wurde vermutlich in den 1950er Jahren abgerissen.

## Name

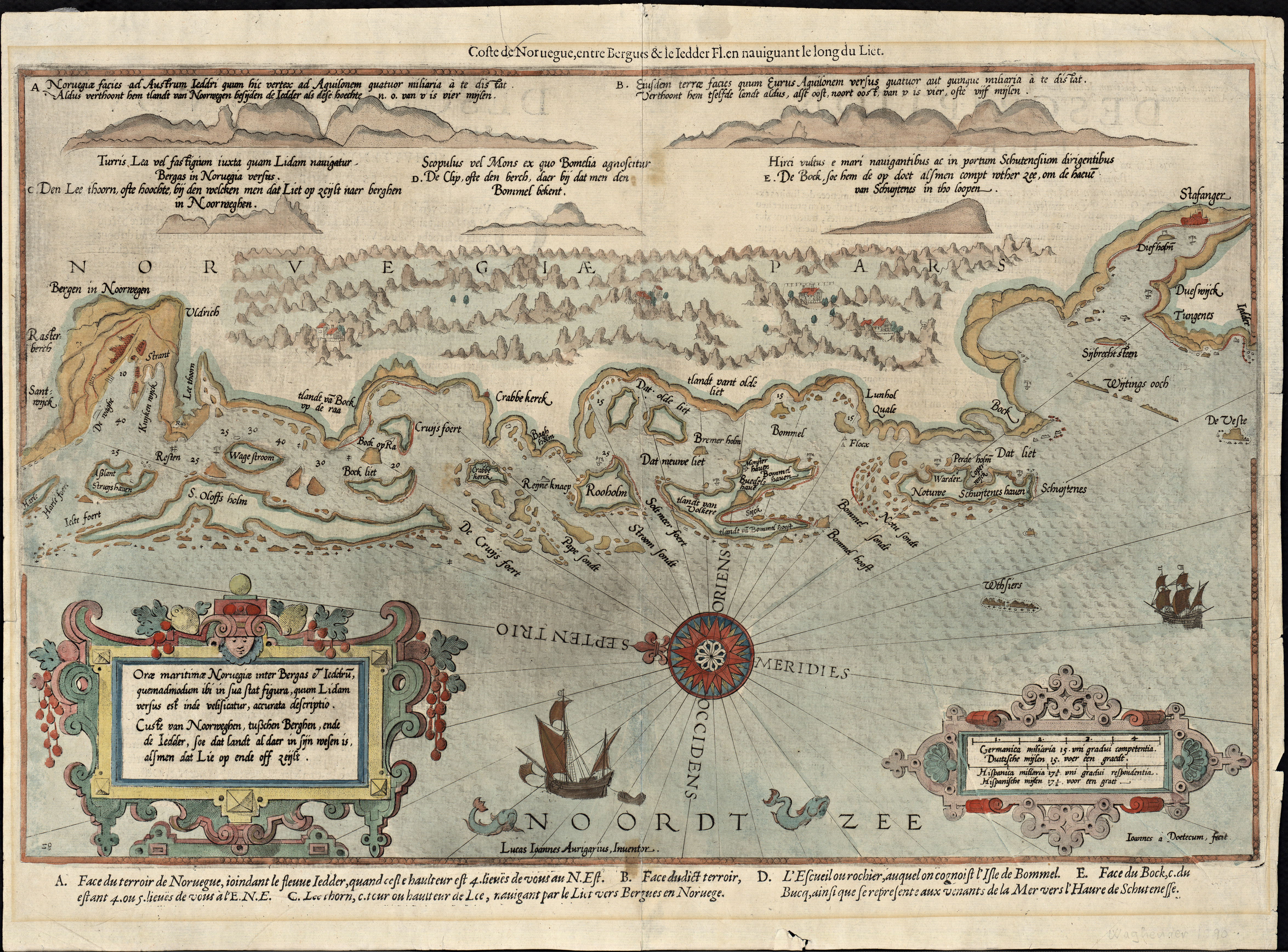
Auf Waghenaers Seekarte von 1588 für die Küste zwischen Bergen und Stavanger finden sich „Bock op Ra“ und „Bock liet“

Die Insel Bukken ist, vor allem in älteren Dokumenten und Seekarten, auch unter dem Namen Buch van Raa bekannt. Einer Anekdote im Tagebuch des dänisch-norwegischen Königs Christian IV. aus dem Jahr 1599 zufolge, stammt dieser Name von einem niederländischen Vollschiff, das den engen Bukkasundet so nahe an den Felsen passierte, dass ein Ziegenbock in den Rahnock gesprungen sei. Es ist auch möglich, dass sich der Name von einer Felsformation ableitet, die an einen Bock erinnern konnte.